# سعيد أباد السفلي (اسماعيلي كرمان)
سعید أباد السفلی (بالفارسية: سعیدآباد سفلی) هي منطقة سكنية تقع في إيران في منطقة إسماعيلي. يقدر عدد سكانها بـ 488 نسمة بحسب إحصاء 2016.